# Чаттарой (Західна Вірджинія)
Чаттарой (англ. Chattaroy) — переписна місцевість (CDP) в США, в окрузі Мінґо штату Західна Вірджинія. Населення — 641 особа (2020).

## Географія
Чаттарой розташований за координатами 37°42′22″ пн. ш. 82°16′25″ зх. д. / 37.70611° пн. ш. 82.27361° зх. д. (37.706174, -82.273721).  За даними Бюро перепису населення США в 2010 році переписна місцевість мала площу 5,28 км², уся площа — суходіл.

## Демографія
Згідно з переписом 2010 року, у переписній місцевості мешкало 756 осіб у 319 домогосподарствах у складі 230 родин. Густота населення становила 143 особи/км².  Було 350 помешкань (66/км²).
Расовий склад населення:
| - 98,3 % — білих - 1,2 % — чорних або афроамериканців |

До двох чи більше рас належало 0,4 %. Частка іспаномовних становила 0,4 % від усіх жителів.
За віковим діапазоном населення розподілялося таким чином: 22,4 % — особи молодші 18 років, 64,1 % — особи у віці 18—64 років, 13,5 % — особи у віці 65 років та старші. Медіана віку мешканця становила 44,1 року. На 100 осіб жіночої статі у переписній місцевості припадало 87,1 чоловіків;  на 100 жінок у віці від 18 років та старших — 91,2 чоловіків також старших 18 років.
Середній дохід на одне домашнє господарство  становив 53 085 доларів США (медіана — 42 386), а середній дохід на одну сім'ю — 55 974 долари (медіана — 43 400). За межею бідності перебувало 16,1 % осіб, у тому числі 16,3 % дітей у віці до 18 років та 0,0 % осіб у віці 65 років та старших.
Цивільне працевлаштоване населення становило 259 осіб. Основні галузі зайнятості: освіта, охорона здоров'я та соціальна допомога — 35,1 %, роздрібна торгівля — 13,5 %, будівництво — 13,5 %.